# Wolfgang Schwabe
Wolfgang Schwabe (* 12. Oktober 1910 in Frankfurt am Main; † 4. Januar 1978 in Dietzenbach) war ein deutscher Verwaltungsbeamter und Politiker (SPD).

## Leben und Beruf
Wolfgang Schwabe war ein Sohn des Amtsrichters Ernst Otto Schwabe und der Malerin Else Schwabe, geb. Luthmer. Nach dem Volksschulabschluss und dem Besuch der Humanistischen Gymnasien in Wiesbaden und Frankfurt am Main absolvierte Schwabe eine landwirtschaftliche Ausbildung. Er besuchte die landwirtschaftliche Maschinenfachschule, arbeitete zunächst im Landmaschinenfach und wechselte später in die Automobilindustrie. Nachdem er 1940 zur Wehrmacht einberufen worden war, nahm er von 1941 bis 1945 als Soldat am Zweiten Weltkrieg teil. Bei Kriegsende geriet er in Gefangenschaft, aus der er noch im gleichen Jahr entlassen wurde.
Schwabe trat nach seiner Entlassung aus der Kriegsgefangenschaft in den hessischen Verwaltungsdienst ein und wurde zum Leiter der Kurverwaltung in Lindenfels bestellt. 1950 beteiligte er sich an der Gründung der hessischen Selbstverwaltungsschule „Freiherr-vom-Stein-Institut“ in Lindenfels. Er wirkte 1955/56 als Persönlicher Referent beim hessischen Innenminister Heinrich Schneider und war von 1957 bis 1961 als Direktor der Hessischen Landeszentrale für Heimatdienst tätig. Hier erhielt er zuletzt die Ernennung zum Regierungsdirektor. Ferner war er Vorsitzender des Landesverkehrsverbandes Hessen, Vizepräsident des Verbandes Deutscher Kur- und Fremdenverkehrsfachleute sowie Vizepräsident des Deutschen Fremdenverkehrsverbandes.

## Partei
Schwabe trat in die SPD ein, war von 1954 bis 1968 Vorsitzender des SPD-Kreisverbandes Bergstraße und 1968/69 Vorsitzender des SPD-Unterbezirkes Bergstraße-Erbach.

## Abgeordneter
Schwabe war Kreistagsmitglied des Landkreises Bergstraße und wurde dort 1952 zum Kreisvorsitzenden gewählt. Dem Deutschen Bundestag gehörte er von 1961 bis zu seinem Tode an. Im Parlament vertrat er von 1969 bis 1976 den Wahlkreis Bergstraße. In den übrigen Wahlperioden war er über die Landesliste Hessen in den Bundestag eingezogen. Außerdem war er von 1970 bis zu seinem Tode Mitglied des Europäischen Parlamentes.

## Öffentliche Ämter
Schwabe amtierte von 1948 bis 1960 als Bürgermeister der Stadt Lindenfels.

## Ehrungen
- 1970: Ehrenplakette des Kreises Bergstraße
- 1973: Großes Verdienstkreuz der Bundesrepublik Deutschland[1]
- Wolfgang-Schwabe-Weg in Lindenfels
- Wolfgang-Schwabe-Haus in Fürth-Kröckelbach